# باسیلیوس والنتینوس

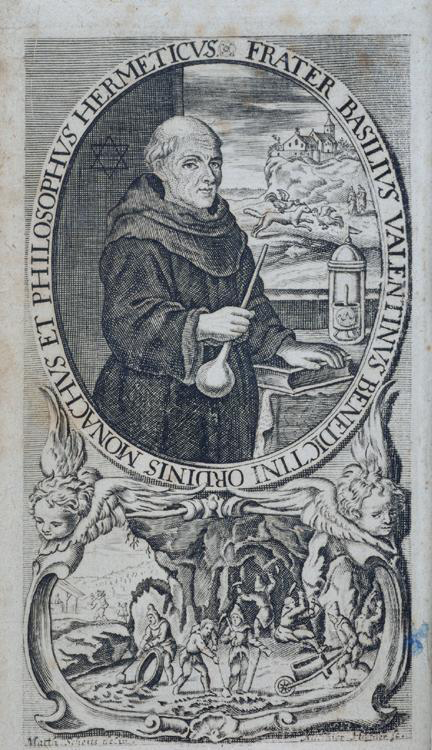
پرتره خیالی از باسیلوس والنتینوس

باسیلیوس والنتینوس، یک نویسنده و ظاهراً یک کیمیاگر قرن پانزدهمی، احتمالاً نویسنده قانون کلیسای بندیکت سنت پیتر در ارفورت، آلمان است، اما به احتمال زیاد یک نام مستعار است که توسط یک یا چند نویسنده آلمانی قرن شانزدهم استفاده شده است؛ زیرا شخصیت اصلی این فرد هنوز نامعلوم است.

### آثار و تأثیرات
آثار منسوب به باسیلیوس والنتینوس، به‌ویژه کتاب‌هایی که به کیمیا و ترکیب مواد شیمیایی می‌پردازند، تأثیر زیادی بر دانش کیمیا در دورهٔ رنسانس داشته است. نوشته‌های او دربارهٔ استفاده از مواد معدنی و دارویی برای درمان بیماری‌ها و بهبود سلامتی در میان کیمیاگران و پزشکان آن زمان بسیار مورد توجه قرار گرفت و نقش مهمی در توسعه شیمی دارویی ایفا کرد.
یکی از معروف‌ترین آثار منتسب به او، «دوازده کلید کیمیا» است که شامل دوازده تصویر نمادین از فرآیندهای کیمیاگری است. این کتاب که به زبانی رمزی و استعاری نوشته شده، اسرار کیمیاگری را در قالب تصاویری پیچیده و جملاتی فلسفی بیان می‌کند. این اثر به‌عنوان یکی از مهم‌ترین متون کیمیاگری در نظر گرفته می‌شود و الهام‌بخش کیمیاگران و دانشمندان زیادی در طول تاریخ بوده است.

### هویت مبهم
با وجود آنکه آثار متعددی به نام باسیلیوس والنتینوس به چاپ رسیده و تأثیر شگرفی بر تفکر فلسفی و علمی قرون وسطی گذاشته‌اند، اما هویت واقعی این نویسنده همچنان در هاله‌ای از ابهام قرار دارد. برخی پژوهشگران معتقدند که والنتینوس صرفاً یک نام مستعار بوده است که توسط گروهی از کیمیاگران و نویسندگان قرن شانزدهم برای انتشار آثار خود مورد استفاده قرار می‌گرفته است. این فرضیه، به نظر می‌رسد، دلیلی منطقی برای انتشار آزادانه آثاری با مضامین حساس مانند کیمیاگری و فلسفه طبیعی در دوره‌ای که محدودیت‌های مذهبی و اجتماعی بر اندیشه حاکم بود، ارائه می‌دهد. به عبارت دیگر، با استفاده از این نام مستعار، نویسندگان مذکور می‌توانستند بدون ترس از تبعات اجتماعی و مذهبی، ایده‌های خود را به صورت آزادانه منتشر کنند.

### تأثیر بر علم و کیمیاگری
آثار باسیلیوس والنتینوس تأثیر عمده‌ای بر کیمیاگران اروپایی پس از قرن شانزدهم گذاشت و به‌ویژه در دورهٔ رنسانس بسیار محبوب شد. در این دوره، علاقه‌مندان به علوم طبیعی و فلسفه، آثار او را به‌عنوان منابع ارزشمند برای کشف اسرار طبیعت و بهبود روش‌های درمانی مطالعه می‌کردند. نوشته‌های او دربارهٔ فرآیندهای تصفیهٔ فلزات، استخراج مواد معدنی و ترکیب‌های دارویی، راه را برای توسعهٔ شیمی و علم پزشکی هموار کرد.